# Cehal
Cehal (Oláhcsaholy en hongrois) est une commune roumaine du județ de Satu Mare, dans la région historique de Transylvanie et dans la région de développement du Nord-Ouest.

## Géographie
La commune de Cehal est située dans le sud du județ, à la limite avec les județe de Bihor et Sălaj, dans les collines de Crasna, à 9 km au sud de Tășnad et à 73 km au sud de Satu Mare, le chef-lieu du județ.
La municipalité est composée des trois villages suivants (population en 2002) :
- Cehal (907) ;
- Cehăluț (739), siège de la commune ;
- Orbău (350).

## Histoire
La première mention écrite du village de Cehăluț date de 1330 sous le nom de Csaholy. Orbău et Cehal sont mentionnés dès 1205.
La commune, qui appartenait au royaume de Hongrie, faisait partie de la principauté de Transylvanie et elle en a donc suivi l'histoire.
Après le compromis de 1867 entre Autrichiens et Hongrois de l'empire d'Autriche, la principauté de Transylvanie disparaît et, en 1876, le royaume de Hongrie est partagé en comitats. Après avoir fait partie du comitat de Közep-Szolnok, Cehal intègre le nouveau comitat de Szilágy (Szilágyvármegye).
À la fin de la Première Guerre mondiale, l'Empire austro-hongrois disparaît et la commune rejoint la Grande Roumanie au traité de Trianon et le județ de Sălaj.
En 1940, à la suite du deuxième arbitrage de Vienne, elle est annexée par la Hongrie jusqu'en 1944, période durant laquelle sa communauté juive est exterminée par les nazis. Elle réintègre la Roumanie après la Seconde Guerre mondiale au traité de Paris en 1947.
La commune intègre le județ de Satu Mare auquel elle appartient de nos jours en 1968, lors de la réforme administrative du pays.

## Politique
Le conseil municipal de Cehal compte 11 sièges de conseillers municipaux. À l'issue des élections municipales de juin 2008, Gheorghe Jurchiș (PSD) a été élu maire de la commune.
| Parti                                      | Nombre de conseillers |
| ------------------------------------------ | --------------------- |
| Union démocrate magyare de Roumanie (UDMR) | 3                     |
| Parti social-démocrate (PSD)               | 3                     |
| Parti démocrate-libéral (PD-L)             | 2                     |
| Parti conservateur                         | 2                     |
| Parti national libéral (PNL)               | 1                     |

## Religions
En 2002, la composition religieuse de la commune était la suivante :
- Chrétiens orthodoxes, 66,43 % ;
- Réformés, 29,55 % ;
- Catholiques romains, 1,40 % ;
- Grecs-Catholiques, 0,70 %.

## Démographie
En 1910, à l'époque austro-hongroise, la commune comptait 1 825 Roumains (60,96 %), 1 132 Hongrois (37,81 %) et 35 Slovaques (1,17 %).
En 1930, on dénombrait 2 266 Roumains (66,16 %), 1 070 Hongrois (31,24 %), 33 Juifs (0,96 %), 33 Slovaques (0,96 %) et 22 Tsiganes (0,64 %).
En 1956, après la Seconde Guerre mondiale, 3 016 Roumains (73,99 %) côtoyaient 1 055 Hongrois (25,88 %).
En 2002, la commune comptait 1 360 Roumains (68,13 %) et 634 Hongrois (31,76 %). On comptait à cette date 937 ménages et 896 logements.
| 1850  | 1880  | 1890  | 1900  | 1910  | 1920  | 1930  | 1941  | 1956  |
| ----- | ----- | ----- | ----- | ----- | ----- | ----- | ----- | ----- |
| 2 006 | 1 781 | 2 131 | 2 449 | 2 994 | 2 908 | 3 425 | 3 713 | 4 076 |

| 1966  | 1977  | 1992  | 2002  | 2007  | - | - | - | - |
| ----- | ----- | ----- | ----- | ----- | - | - | - | - |
| 3 914 | 3 217 | 2 496 | 1 996 | 1 763 | - | - | - | - |

## Économie
L'économie de la commune repose sur l'agriculture et l'élevage.

## Communications

### Routes
Cehal est située sur la route régionale DJ109P qui se dirige vers Tășnad au nord et vers le village de Cehal au sud.

## Lieux et monuments
- Cehăluț, église réformée datant de 1725[8].
- Orbău, lac de retenue de 10 ha[8].